# Асмоловичи (Псковская область)
Асмоловичи — обезлюдевшая деревня в Усвятском районе Псковской области России. Входит в состав сельского поселения «Усвятская волость».

## География
Находится на юге региона, у реки Овсянка, примерно в 12 км к юго-западу от районного центра - посёлка Усвяты.

## История
До 3 июня 2010 года деревня входила в состав упразднённой Чеснорской волости.
На референдуме 11 октября 2009 год было поддержано объединение Чеснорской и Усвятской волостей.
Согласно Областному Закону № 984-ОЗ от 03.06.2010 г. и новой редакции Областного Закона «Об установлении границ и статусе вновь образуемых муниципальных образований на территории Псковской области» Чеснорская волость была упразднена, и все деревни волости, в том числе Асмоловичи, включены в состав новообразованной Усвятской волости.

## Население
| 2001 | 2002 | 2010 |
| ---- | ---- | ---- |
| 1    | ↘0   | →0   |

## Инфраструктура
Было личное подсобное хозяйство. 

## Транспорт
Просёлочная дорога.